# Жихорец
Жихоре́ц (устар. Мокрый Жи́хор, Жи́хоръ, укр. Жихорець, Мокрий Жихор) — малая река, протекающая преимущественно на южных окраинах города Харькова в западном направлении, левый приток реки Уды. Не попадает однозначно под определение малой реки, из-за чего возможны упоминания о Жихорце в значении ручей.

## Общие сведения
Берёт начало из ручьёв на территории жилищного массива ХТЗ, приблизительно в двухстах метрах на юг от станции метро «Имени А. С. Масельского», за супермаркетом.
Несколько десятков лет назад здесь начиналась балка «Мокрый Жихор»; в 1980-х район начали застраивать высотными домами, и начало ручья направили в бетонный коллектор, сделав из него дождевую канализацию. В этом месте начинает свой путь ручей Мокрый Жихор (Жихорец).
Далее за проспектом Александровским ручей выходит на поверхность и течёт по дну одноимённой балки.
Здесь граничат районы города — Немышлянский и Индустриальный, а улица Марины Расковой выходит к проспекту Александровскому (до 2016 года — Косиора). Далее русло реки формируется вдоль балки Мокрый Жихор, огибающего частный сектор Чунухи (б. хутор Чунихин) и Горбани (б. хутор Гробли). Проходя мимо Горбаней (по правую сторону в направлении течения) и садового товарищества (по левую сторону), Жихорец образует небольшое озеро, после чего движется на юго-запад вдоль южной границы жилмассива Новые Дома и сёл Павленки (б. хутор Павленков), Федорцы, Молчаны, Котляры, образуя достаточно большой пруд вблизи последнего (в некоторых источниках — озеро «Аэропорт»).
Оттуда река устремляется дальше на запад, пересекая участок окружной дороги (проспект Гагарина в непосредственной близости от гипермаркета «Эпицентр» и Безлюдовского мясокомбината). Огибая «Эпицентр», русло в плотную подходит к Безлюдовским очистным сооружениям, расположенным вдоль улицы Драгомировской, где происходит сброс очищенных стоков в ручей, около 500 метров тянется параллельно посадке на юго-запад, после чего ручей разворачивается на северо-запад, пересекает железнодорожное полотно (Изюмское направление ЮЖД) между станциями «Безлюдовка» и «Предузловая» (в нескольких километрах к северу от «Удянской»), поворачивая на север, течёт вдоль улицы Шаумяна и повторно пересекает окружную, но уже на участке Мерефянского шоссе в окраинах поселка Жихарь. Поворачивая в посёлке снова на запад, Жихорец доходит до его западных окраин (начало улицы Ванды Василевской), где полями и огородами впадает в реку Уды.
В нескольких сотнях метров севернее, выше по течению реки Уды, на другом её (правом) берегу, находятся остатки древнерусского городища Донец, находящегося в пределах нынешнего села Карачёвки.
В этом месте река Уды уже вобрала в себя воды рек Харьков и Лопань (последняя встречает Уды немного севернее — в районе Филипповки).
В 1970-х годах был построен гидротехнический тоннель для пропуска ручья под Ващенковым бором, так как старое русло не справлялось с пропуском очищенных стоков Безлюдовских очистных сооружений; часть ручья всё ещё течёт по старому руслу, но фактически основной поток течёт по тоннелю в реку Уды.

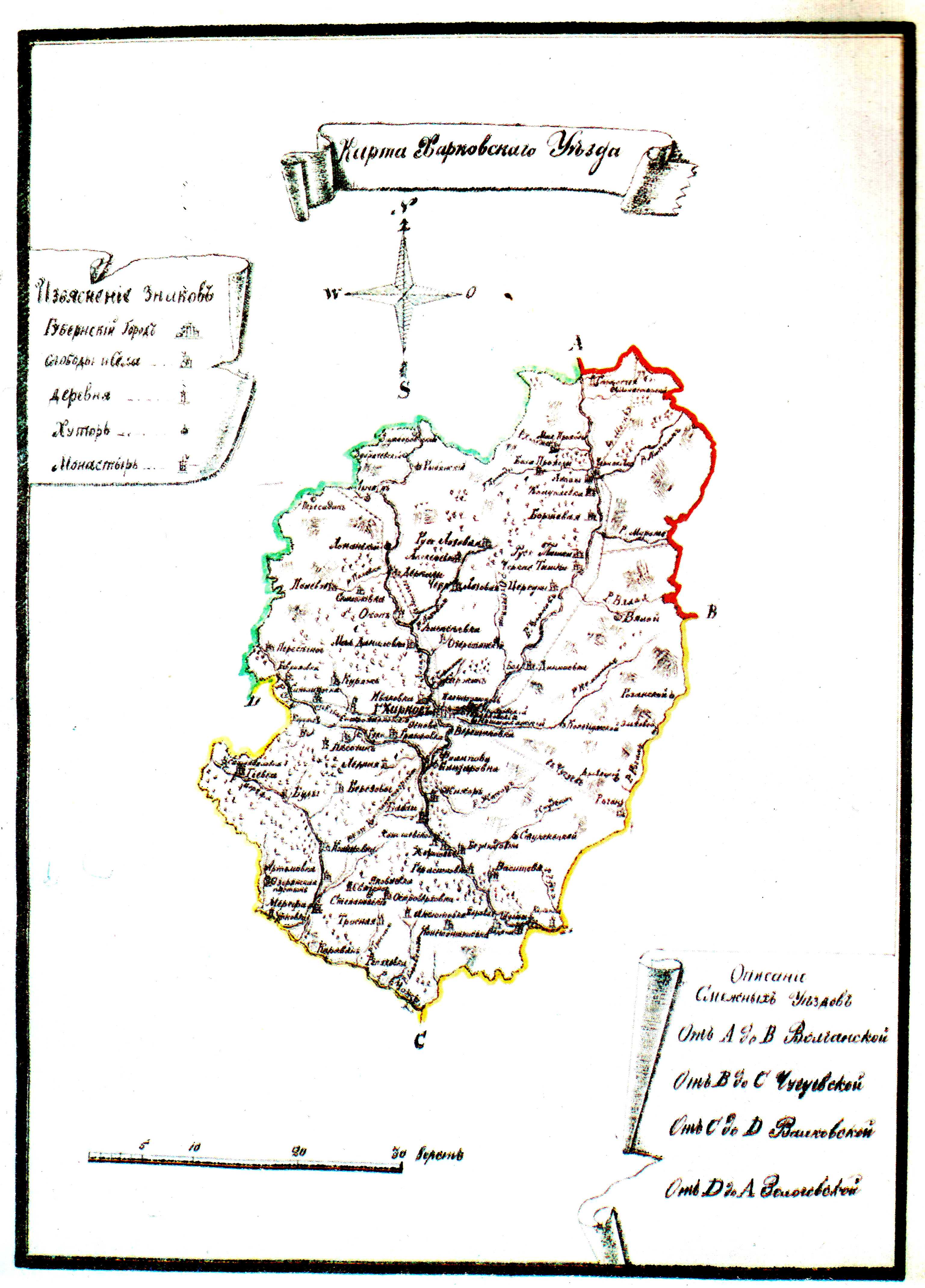
Река Жихарь на карте Харьковского уезда, 1788 год

## Состояние русла и воды
Ширина русла Жихорца в некоторых местах превышает 2,5-3 м (например, в районе её выхода к трассе М-18, где ширина речки кое-где сопоставима с шириной Уды в Филипповке до впадения в них Лопани). Глубина реки — от нескольких сантиметров до полуметра; имеются и более глубокие участки. Рыбы не наблюдается, разве что в прудах вдоль течения. Зимой, в большие морозы, поверхность реки покрывается льдом. Течение реки, особенно на некоторых участках, достаточно стремительное. В промежутке между сёлами Федорцы и Молчаны располагаются огни старой взлётной полосы харьковского аэропорта, которые спускаются постепенно к самой реке. Жихорец питают многочисленные родники, к примеру в Павленках и Федорцах, поэтому окрестная местность в этих краях достаточно заболоченная, особенно в осеннее-весенний период. На холмах и возвышенностях вдоль яра находится несколько кладбищ.
Левый берег Жихорца, как правило, крутой, правый — пологий. Вдоль ручья, по всей его длине, немало растительности и деревьев, при том, что само русло проходит по степной местности, и лишь в окрестностях Жихоря есть сосновый лес (Октябрьское лесничество).
Длина реки от истока до устья превышает 14 км (см.Спорные моменты). Очистные сооружения в Безлюдовке используют воду Жихорца для сброса очищенных стоков в бассейн реки Уды. Для этих целей служит специальное ответвление реки сразу за железной дорогой в Жихоре, вдоль соснового леса. Вода пускается по отдельному подземному тоннелю, длиной около 2 км, через Ващенков бор. Начало водогона проходит параллельно улицам Сенная и Коллекторная (последняя граничит с Драгомировской), после чего стоки движутся на юго-запад до самой реки Уды. В районе улицы Новосибирской чуть выше въезда Циолковского, ведущего в Бабаи, вода из Уды смешивается с очищенными стоками в небольшом рукаве. Это более чем на полтора километра ниже устья самого Жихорца.

## Ближайшие реки
На расстоянии около 3 км к северу от истока Мокрого Жихоря протекает река Немышля, но постепенно расстояние между этими реками увеличивается, за счёт того, что Жихорец до самой окружной течёт на юго-запад, в то время как Немышля начинает постепенно отклоняться на северо-запад и впадает в реку Харьков за Рашкиной Дачей. Длина русла Немышли — порядка 27 км.
С другой стороны, приблизительно на 2,5 км к юго-востоку от истока Жихорца, чуть выше Логачёвки, берёт своё начало ещё один приток реки Уды — Студенок. Существуют две реки с подобным названием, причём обе они являются притоками реки Уды. Один впадает в реку в посёлке Васищево (в данном случае именно о нём и идёт речь), а другой — недалеко от Эсхара. Студенок течёт стабильно в юго-западном направлении, а сразу за Безлюдовкой устремляется на юг. Длина русла сопоставима с общей длиной русла Жихорца (порядка 12-15 км).

## Охват территории
Русло Мокрого Жихаря находится на территории четырёх городских районов, устье расположено в пределах Харьковского района Харьковской области, напротив Покотиловки.
По Жихорцу идёт линия раздела Немышлянского и Индустриального районов Харькова, а за Горбанями река до Молчанов течёт по землям Слободского района. В этом месте до того, как Павленки, Федорцы, Молчаны и Котляры были включены в состав Харькова, река выходила за административные границы города.
В Котлярах на реке расположен пруд (озеро «Аэропорт»), часть которого на карте отнесена к примыкающему Основянскому району города. Отсюда и почти до самого устья река не пересекает пределы этого района и лишь за пару сотен метров до своего впадения в Уды Жихорец официально попадает на территорию Харьковской области.

## Спорные моменты
Нередко на топографических картах Жихорцом именуется лишь та часть реки, которая начинается за фильтрационными полями (ул. Поля Фильтрации, ул. Коллекторная) к северу от Безлюдовки. В этом месте много болот, которые образуются за счет особенностей рельефа местности (низина), учитывая, что с севера, выше, находится город (исторический район Мерефянка). На карте здесь появляется соответствующая надпись — Жихорец. Отсюда до устья — не более 6,5 км, что ставит под вопрос само определение Жихорца, как реки. Поэтому многие называют Жихорец ручьём, особенно, на участке до Драгомировской улицы, где по характеру течения справедливее употреблять именно такой термин, а в некоторых местах речку можно буквально перепрыгнуть. Тем не менее, именно в окрестностях Жихаря ручей, похоже, окончательно оформляется в малую реку, этому немало способствуют сточные воды безлюдовских очистных сооружений, которые примерно удваивают объём воды. Ширина русла увеличивается до 4 м и более, течение приобретает относительно спокойный и постоянный характер. И хотя отсюда река не успевает пройти 10 км до своего устья (необходимое условие), тем не менее, нужно учесть, что озеро «Аэропорт» в Котлярах аккумулирует воды ручьёв, являясь новым истоком на этом участке реки (см. ручей).

## Фауна
В реке рыба очень редка из-за размеров реки и выбрасываемых в неё различных отходов. Здесь видели только маленькую плотву. В долине Жихорца искусственным и естественным образами появилось много озёр, в которых обитает в основном карась. На озере Аэропорт вблизи Коммунара обитает много различных видов рыб да и само оно имеет неплохую глубину. В долине реки и на озёрах обитают ондатры, выдры, утки.